# Aguinaldo Braga
Aguinaldo Braga de Jesus (ur. 9 sierpnia 1974 w Moedzie) – macedoński piłkarz pochodzenia brazylijskiego występujący na pozycji pomocnika.

## Kariera klubowa
W Brazylii Braga występował w drużynach América Mineiro, Comercial Belo Horizonte oraz Uberlândia. W 1999 roku przeszedł do macedońskiej Makedoniji Ǵorcze Petrow. W trakcie sezonu 2000/2001 przeniósł się do Wardaru. Na koniec tamtego sezonu wraz z zespołem wywalczył wicemistrzostwo Macedonii, a w kolejnym mistrzostwo Macedonii. Na sezon 2002/2003 został wypożyczony do greckiego Arisu. W lidze greckiej zadebiutował 24 sierpnia 2002 w wygranym 1:0 meczu z Panachaiki GE. Łącznie rozegrał tam 24 spotkania i zdobył 2 bramki. Potem wrócił do Wardaru, w którym występował jeszcze w sezonie 2003/2004.
W 2004 roku Braga odszedł do greckiej Kerkiry. Po sezonie 2004/2005 powrócił do Wardaru, a w sezonie 2006/2007 zdobył z nim Puchar Macedonii. Zawodnikiem Wardaru był przez 4 sezony. Następnie grał w Teteksie, Cementarnicy, a także ponownie w Wardarze, gdzie w 2010 roku zakończył karierę.

## Kariera reprezentacyjna
W reprezentacji Macedonii Braga zadebiutował 17 kwietnia 2002 w wygranym 1:0 towarzyskim meczu z Finlandią. W latach 2002–2003 w drużynie narodowej rozegrał 6 spotkań.